# Waplewo (przystanek kolejowy)
Waplewo – przystanek osobowy, niegdyś stacja kolejowa w Waplewie, w województwie warmińsko-mazurskim, w Polsce.

## Ruch pasażerski
| Rok  | Wymiana pasażerska na dobę |
| ---- | -------------------------- |
| 2017 | 10-19                      |
| 2022 | 20-49                      |